# Tena Kourou
Tena Kourou of Ténakourou is een 749 meter hoge berg in Burkina Faso. Het is de hoogste berg van dit land, en hij ligt in een zandsteenplateaugebied in het westen van het land, bij de grens met Mali.